# مخچه
مُخچه (به انگلیسی: Cerebellum) عریض‌ترین قسمت پس‌مغز است که در حفرهٔ جمجمه‌ای عقبی (posterior cranial fossa) قرار دارد.
مخچه کوچک‌ترین بخش پس‌مغز است و در حفرهٔ مغزی پسین یعنی در پشت بصل النخاع و پل مغزی و در بالای چادرینه مخچه قرار می‌گیرد. مخچه مسئول هماهنگ‌کردن حرکات ارادی بدن می‌باشد. در بخش قدامی، مخچه در مجاورت با بطن چهارم مغزی، پل مغزی و بصل النخاع قرار گرفته و در ناحیهٔ خلفی تحتانی در مجاورت با بخش صدفی استخوان پس سری و در ناحیهٔ فوقانی در مجاورت با چادر مخچه‌ای قرار دارد.
به زبان ساده‌تر مخچه بخشی از مغز است که در پس سر قرار گرفته‌است و شامل دو نیم کره است که با توده‌ای به نام کرمینه (ورمیس) به هم مرتبط می‌شوند. مخچه در حفظ تعادل بدن و هماهنگی حرکات و سخن گفتن نقش مهمی دارد. مخچه دارای دو بخش سفید و خاکستری است. بخش خاکستری مخچه در بیرون و بخش سفید آن، در درون مخچه قرار دارد.
مخچه از دو نیم‌کره و کرمینه (رابط بین دو نیم‌کره) تشکیل شده و ظاهری شبیه تخم مرغ دارد و دچار مقداری تغییر شکل شده‌است، بدین معنی که از بالا به پایین پهن شده و در خط وسط فشرده شده و از طرفی به طرف دیگر کشیده شده‌است. مخچه وزنی معادل با ۱۵۰ گرم دارد (مردان بزرگسال). در بالغین وزن مخچه یک‌هشتم و در اطفال یک بیستم وزن مغز را تشکیل می‌دهد. مخچه در زیر مخ قرار دارد و توسط سه پایک با ساقه مغز مرتبط می‌شود. پایک‌های فوقانی مخچه را به مغز میانی پیوند می‌دهند. پایک‌های میانی مخچه را به پل مغزی متصل می‌کنند و پایک‌های زیرین مخچه را به بصل‌النخاع پیوند می‌دهند.
از نظر تکاملی مخچه از ۳ بخش تشکیل شده‌است:
1. مخچه باستانی (archeocerebellum): شامل ساختارهای مرکزی تر است؛ یعنی ندول، لینگولا، فاوکولوس و هسته شیروانی. این بخش مسئول تعادل است و الیاف مسیر وستیبولوسربلار به آن می‌رسند.
2. مخچه دیرین (paleocerebellum): شامل لوب قدامی مخچه و هسته‌های کروی و لخته‌ای است. مسئول حس عمقی ناآگاهانه است و با مجراهای نخاعی - مخچه‌ای (اسپاینوسربلار) پیشین و پسین (مربوط به حس عمقی ناآگاهانه اندام تحتانی) و کونئوسربلار (مربوط به حس عمقی ناآگاهانه اندام فوقانی) مرتبط است
3. مخچه نو (neocerebellum): شامل لوب خلفی نیم کره‌های مخچه و هستهٔ دندانه ای است. مسئول کنترل حرکات ظریف (با انقباض عضلات دیستال اندام‌ها) است؛ به همین دلیل به واسطهٔ مسیر پونتوسربلار با قشر مغز در ارتباط است.

## بخش های فرعی مخچه
مخچه بخشی از متانسفالون است که در حفره جمجمه خلفی قرار دارد و توسط مخچه تنتوریوم از مخچه پوشاننده جدا شده است. از دو نیمکره مخچه و یک منطقه خط میانی باریک (ورمیس) تشکیل شده است. ظاهر سطح پنهان می کند که بیشتر حجم آن لایه ای محکم چین خورده از ماده خاکستری، قشر مخچه است. سه لوب اصلی را می توان تشخیص داد: لوب قدامی، لوب خلفی و لوب فلوکولونودولار. مخچه همچنین می تواند از نظر عملکردی به یک مخچه نخاعی داخلی و یک مخچه جانبی تجزیه شود.

### زیرمجموعه ها و وظایف
1. لوب فلوکولونودولار: که به عنوان دهلیزی نیز شناخته می شود، قدیمی ترین قسمت مخچه است و عمدتاً در تعادل و جهت گیری فضایی شرکت می کند. در درجه اول با هسته های دهلیزی ارتباط برقرار می کند اما ورودی های بصری و حسی دیگر را نیز دریافت می کند. آسیب به این ناحیه باعث اختلال در تعادل و راه رفتن می شود.
2. نخاعی مخچه (منطقه میانی): در لوب های قدامی و خلفی قرار دارد و عمدتاً برای تنظیم دقیق حرکات بدن و اندام عمل می کند. ورودی حس عمقی را از ستون های پشتی نخاع و عصب سه قلو جمجمه ای دریافت می کند. خروجی به هسته‌های عمیق مخچه فرستاده می‌شود، که سپس به قشر مخ و ساقه مغز می‌رسند و سیستم‌های حرکتی نزولی را تعدیل می‌کنند.
3. مخچه (منطقه جانبی): بزرگترین قسمت مخچه در انسان است و ورودی را منحصراً از قشر مخ، به ویژه لوب جداری دریافت می کند. خروجی را عمدتاً به تالاموس شکمی جانبی و هسته قرمز می فرستد. تصور می شود که عملکرد مخچه جانبی شامل برنامه ریزی حرکت، ارزیابی اطلاعات حسی برای عمل، و عملکردهای مختلف شناختی، مانند تعیین فعل مناسب برای یک اسم خاص است.

### میکروآناتومی
مدار مخچه در درجه اول شامل دو نوع نورون، سلول‌های پورکنژ و سلول‌های گرانول و سه نوع آکسون است: الیاف خزه‌ای، الیاف بالارونده و فیبرهای موازی. دو مسیر اصلی از طریق مدار مخچه وجود دارد که از الیاف خزه ای و الیاف بالارونده سرچشمه می گیرد که هر دو در نهایت به هسته های عمیق مخچه ختم میشوند. قشر مخچه از سه لایه تشکیل شده است: لایه دانه ای، لایه پورکنژ و لایه مولکولی. همچنین حاوی نورون های بازدارنده ای مانند سلول های ستاره ای و سبد است که سیناپس های GABAergic را بر روی دندریت های سلول پورکنژ تشکیل می دهند.

## کارکرد مخچه
هر نیمه از مخچه، همان طرف بدن را کنترل می‌کند، از این نظر عملکرد مخچه مغایر عملکرد سایر بخش‌های مغز است، زیرا در اکثر موارد، هر قسمت از مغز، بخش مخالف (طرف مقابل) خود را در بدن کنترل می‌کند. اعمال عمده‌ای که مخچه انجام می‌دهد عبارتند از:
1. هماهنگ‌کردن حرکات بدن، که همین امر سبب توازن، نرمی و دقت در حرکات بدن می‌شود و این وظیفه برعهدهٔ مخچهٔ جدید می‌باشد. هرگونه اختلالی در عمل مخچه باعث ایجاد جنبش ناهماهنگ ماهیچه‌ها و لرزش می‌شود. لرزش حرکت غیرارادی در نتیجهٔ انقباضات متناوب ماهیچه‌های متقابل می‌باشد.
2. مخچه همچنین باعث کنترل تونیسیتهٔ عضلات، وضعیت بدن و تعادل آن می‌شود که این عمل بیشتر به عهدهٔ مخچهٔ قدیم می‌باشد و ضایعات این بخش‌ها سبب ایجاد هیپوتونی یا کاهش تونیسیته و ضعف عضلانی و تعادل بدن می‌شود.

ضایعات مخچه‌ای (ترمورها و آتاکسی ارثی) دارای یک سری علایم و نشانه‌ها می‌باشند که در مجموع به نام سندرم مخچه‌ای نامیده می‌شوند، علایم این سندرم عبارتند از:
- هیپوتونی (ضعف عضلانی و کاهش تونیسیتهٔ عضلات)
- intention Tremors (حرکات غیرارادی در نتیجهٔ انقباضات متناوب عضلات متقابل که توسط آزمایش‌های finger-nose و Hell-knee مشخص می‌شود)
- Adiadochokinesia یا ناتوانی در انجام حرکات هم آهنگ و یکنواخت و سریع و مکرر نظیر سوپیناسیون و پروناسیون
- دودوئک Nystagmus یا حرکات آونگی یا چرخی مداوم کرهٔ چشم
- scanning speech (گویایی منقطع و با تقطیع سخن گفتن)
- ataxic gait یا راه رفتن نامنظم و بی‌ثبات و لرزان
- علایم دیگر نظیر زانوی آونگی (pendular knee) و حرکات جهشی و ارتجاعی
ضایعات بخش میانی مخچه یا کرمینه باعث بی نظمی در وضعیت تعادلی بدن می‌شود، نظیر آتاکسی تنه‌ای (truncal ataxia) و ضایعات بخش جانبی مخچه یا نیمکره‌های مخچه‌ای باعث ناهماهنگی در حرکات ارادی بدن می‌شود.

## وظیفه و شیوهٔ کارکرد
مخچه به تنهایی نمی‌تواند باعث کنترل اعمال عضلانی شود. بلکه همیشه با همکاری سایر سیستم‌های کنترل حرکت، عمل می‌کند. مخچه نقش‌های عمده‌ای در زمان‌بندی فعالیت‌های حرکتی و دررفتن سریع و نرم از یک حرکت به حرکت بعدی بازی می‌کند. به‌طورکلی مخچه دارای تقریباً ۳۰ میلیون واحد عملی تقریباً یکسان است. اگر چه اکثر تصمیم‌گیری‌ها به وسیله قشر مغز صورت می‌گیرد، اما چگونگی تنظیم تعادل، تونسیته عضلات، جهت حرکات و میزان نیروی لازم جهت انجام یک حرکت به وسیله عضلات و نیز تعیین این که کدام عضو این حرکت را انجام دهد به عهده مخچه است.
مخچه از قدیم یک «ناحیه ساکت مغز» خوانده شده‌است و این موضوع به‌طور عمده به این دلیل است که تحریک الکتریکی این ساختار هیچ گونه احساسی تولید نمی‌کند و به ندرت موجب حرکت می‌شود. با این وجود حذف مخچه واقعاً موجب غیرطبیعی شدن شدید حرکت ما می‌شود. مخچه به ویژه برای کنترل فعالیت‌های عضلانی بسیار سریع از قبیل دویدن، ماشین نویسی، نواختن پیانو و حتی صحبت کردن اهمیت حیاتی دارد. نبود این ناحیه از مغز موجب ناهماهنگ شدن تقریباً کامل این فعالیت‌ها می‌شود. با وجودی که نبود مخچه موجب فلج شدن هیچ عضله‌ای نمی‌شود. اما چگونه مخچه می‌تواند تا این حد مهم باشد در حالی که هیچ گونه توانایی مستقیمی برای ایجاد انقباض عضله ندارد؟ پاسخ این است که مخچه به برنامه‌ریزی متوالی (حرکت پشت سر هم) فعالیت‌های حرکتی کمک کرده و هم چنین فعالیت‌های حرکتی بدن را به‌طور مرتب کنترل می‌کند و آن‌ها را تصحیح می‌کند تا این حرکات با پیام‌هایی که از طرف مغز دیکته می‌شود، مطابقت پیدا کند.
در واقع مخچه به‌طور مداوم اطلاعات جدید را از نواحی کنترل حرکت (در مغز و نخاع) دریافت می‌کند. هم چنین اطلاعاتی از قسمت‌های مختلف بدن از قبیل ماهیچه ها(به غیر از ماهیچه های قلبی)، مفصل، پوست، چشم و گوش دریافت می‌کند. سپس مخچه حرکاتی را که واقعاً انجام شده‌اند را با حرکاتی که مورد نظر سیستم حرکتی بوده مقایسه می‌کند. اگر این دو حرکت به‌طور رضایت بخشی با هم نخوانند، آن گاه پیام‌های مناسب برای لحظه‌ای مجدداً به داخل سیستم حرکتی ارسال می‌شوند تا سطوح فعالیت عضلات ویژه را کاهش یا افزایش دهند. همچنین مخچه هنگامی که حرکت کنونی فرد هنوز در حال انجام است، در برنامه‌ریزی حرکت متوالی بعدی (در جزیی از ثانیه جلوتر از آن) به قشر مغز کمک می‌کند. مخچه از حرکات کنونی خود نیز درس می‌گیرد. به این معنی که اگر حرکتی آن طوری‌که دقیقاً مورد نظر بوده انجام نشود، مدار نورونی مخچه یادمی‌گیرد که دفعه بعد حرکت قوی تر یا ضعیف تری انجام دهد و انقباضات بعدی عضله را با حرکات مورد نظر تطبیق دهد. از جمله علایمی که نشانه صدمه خوردن به مخچه است، عبارتند از: اختلال در تکلم، تلوتلو خوردن هنگام راه رفتن و لرزش در جریان انجام کار ارادی. هم چنین صدمه به مخچه باعث می‌شود که شخص توانایی انجام حرکات دقیق را نداشته باشد. به عنوان مثال نتواند خط راست بکشد یا با چکش روی میخ بکوبد. البته باید توجه داشت که نوع اختلال ایجاد شده بستگی به نوع آسیب وارد شده دارد. به عنوان مثال در صورت وارد آمدن آسیب جزیی به قشر مخچه، فرد می‌تواند حرکات معمول خود را به آهستگی انجام دهد.

## ویژگی‌ها
1. مخچه مانند مخ از دو نیمکره چپ و راست تشکیل یافته‌است که توسط بخشی به نام کرمینه از هم جدا شده‌اند.
2. مخچه از بخش خاکستری در خارج و ماده سفید در مرکز تشکیل شده‌است.
3. سایر نورون‌های حسی ماهیچه‌ها به مخچه می‌رود و نیز از چشم و گوش نیز شاخه‌ای از عصب به مخچه می‌رود.